# Thure Sjöstedt

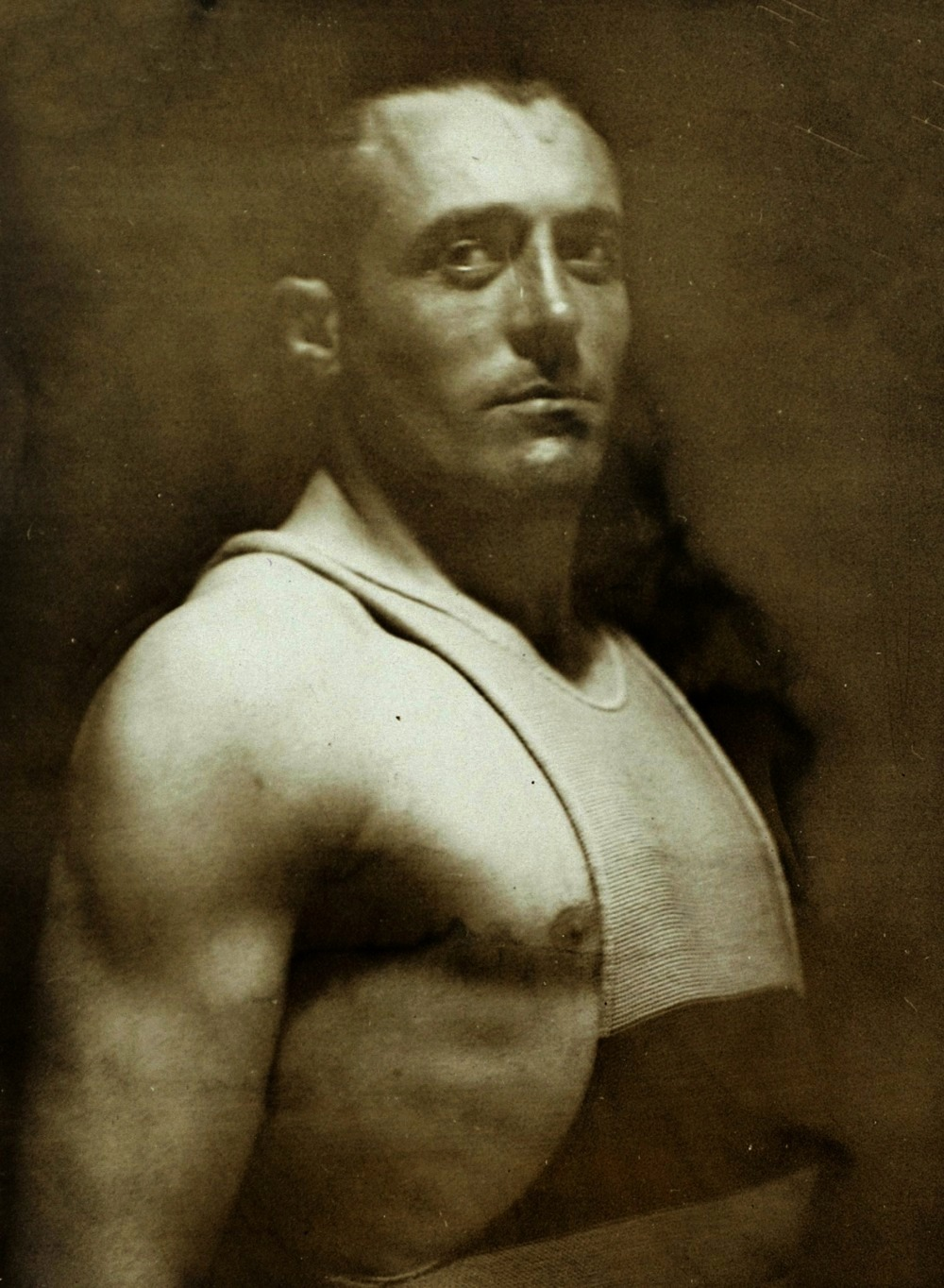
Thure Sjöstedt, 1928

Thure Sjöstedt (* 28. August 1903 in Åhus; † 2. Mai 1956 in Malmö) war ein schwedischer Ringer. Bei den Olympischen Spielen 1928 wurde Sjöstedt Olympiasieger im Freistil. Er rang beim BK Kärnan in Helsingborg.

## Erfolge
(OS=Olympische Spiele, EM=Europameisterschaften, GR=griechisch-römisch, FS=Freistil, Hsg=Halbschwergewicht, Sg=Schwergewicht)
- 1927, 2. Platz, EM in Budapest, GR, Hsg (bis 82,5 kg), hinter Alexander Szabó, Tschechoslowakei und vor Rudolf Loo, Estland;
- 1928, Goldmedaille, OS in Amsterdam, FS, Hsg (bis 87 kg), vor Arnold Bögli, Schweiz und Henri Lefèbvre, Frankreich;
- 1932, Silbermedaille, OS in Los Angeles, FS, Hsg, hinter Peter Mehringer, USA und vor Edward Scarf, Australien;
- 1932, 3. Platz, Intern. Turnier in Stockholm, GR, Hsg, hinter Ivar Johansson (Ringer), Schweden u. Onni Pellinen, Finnland;
- 1934, 1. Platz, EM in Stockholm, FS, Sg, vor Josef Klapuch, Tschechoslowakei und Hjalmar Nyström, Finnland